# Corinna ignota
Corinna ignota är en spindelart som beskrevs av Cândido Firmino de Mello-Leitão 1922. 
Corinna ignota ingår i släktet Corinna och familjen flinkspindlar. Inga underarter finns listade i Catalogue of Life.